# ماتاپدیا، کبک
ماتاپدیا (به فرانسوی: Matapédia) شهری در منطقه شهری آوینیون ناحیه گاسپزی-ایل-دو-لا-مادلن در استان کبک کانادا است. در سرشماری سال ۲۰۱۱ این شهر ۷۲۹ نفر جمعیت داشته‌است و مساحت آن ۷۰٫۷۵ کیلومتر مربع است.